# Joseph-François Malgaigne

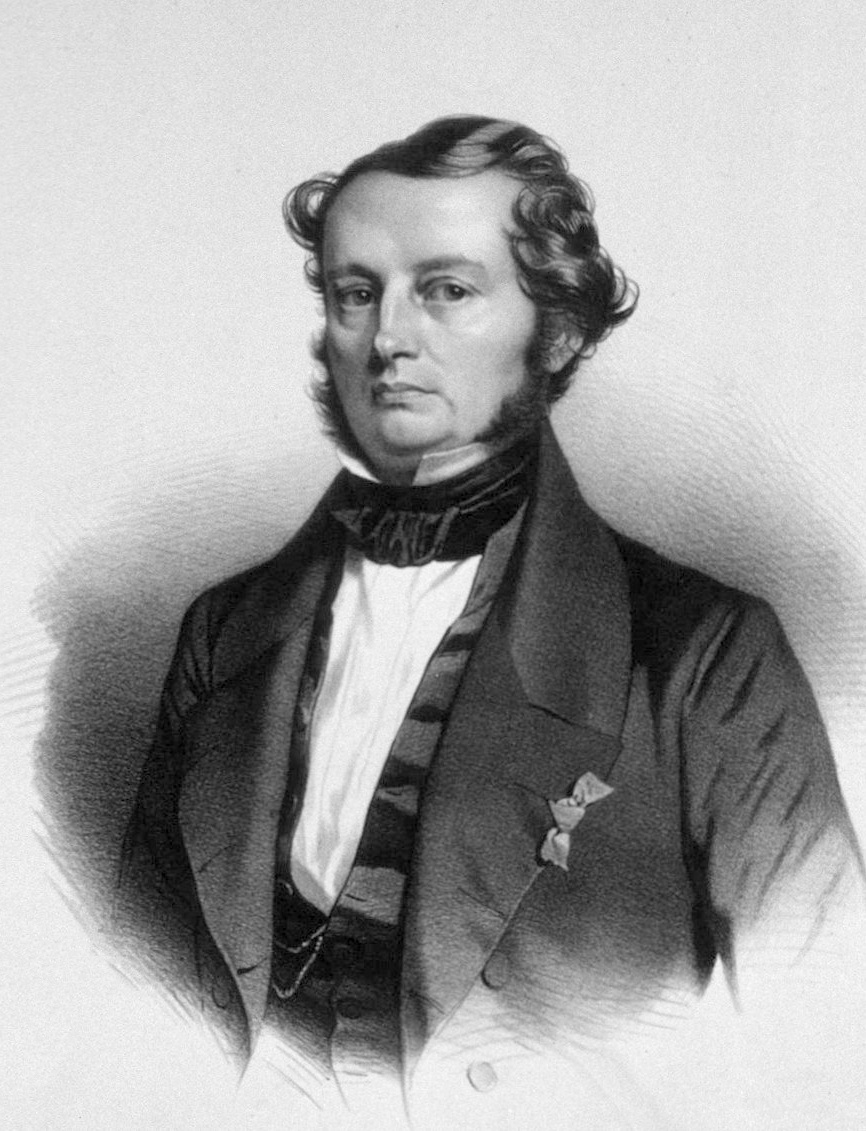
Joseph-François Malgaigne

Joseph-François Malgaigne (ur. 14 lutego 1806, zm. 17 października 1865) – francuski lekarz chirurg.
Aktywny uczestnik powstania listopadowego jako chirurg wojskowy. Kawaler orderu Virtuti Militari. W 1832 wydał wspomnienia opisujące powstanie. W 1845 roku został chirurgiem w szpitalu świętego Ludwika w Paryżu. Pięć lat później został profesorem medycyny operacyjnej i naczelnym chirurgiem szpitala Charité. W 1840 wznowił wydanie dzieł A. Parégo.